# 小林恵太
小林 恵太（こばやし けいた、1999年8月4日 - ）は、ジャパンラグビーリーグワンNECグリーンロケッツ東葛に所属するラグビーユニオン選手。

## プロフィール
- 宮崎県出身[1]。
- ポジションはフッカー(HO)。
- 身長 174 cm、体重 108 kg

## 来歴
2018年、宮崎西高校卒業後、帝京大学に入る。
2022年、NECグリーンロケッツ東葛に加入。
2024年3月17日に行われたJAPAN RUGBY LEAGUE ONE第7節日本製鉄釜石シーウェイブス戦 にて途中出場でリーグワン公式戦初出場を果たして、デビュー戦でトライをあげた。